# James Black Groome
James Black Groome, född 4 april 1838 i Elkton, Maryland, död 5 oktober 1893 i Baltimore, var en amerikansk demokratisk politiker. Han var guvernör i delstaten Maryland 1874–1876. Han representerade Maryland i USA:s senat 1879–1885.
Groome studerade juridik och inledde 1861 sin karriär som advokat i Maryland. Han var delegat till Marylands konstitutionskonvent år 1867. Han var ledamot av Maryland House of Delegates, underhuset i delstatens lagstiftande församling, 1872–1874.
Groome efterträdde 1874 William Pinkney Whyte som guvernör. Han efterträddes 1876 av John Lee Carroll. Groome efterträdde sedan 1879 George R. Dennis som senator för Maryland. Han efterträddes 1885 av Ephraim King Wilson.
Groome var presbyterian och han gravsattes på Elkton Presbyterian Cemetery.